# Ricardo Júlio Ivens Ferraz
Ricardo Júlio Ivens Ferraz GCA (Ponta Delgada, 22 de Outubro de 1864 – Lisboa, 15 de Abril de 1956) foi um militar português, general do Exército.
Filho do engenheiro Ricardo Júlio Ferraz e de Catherine Prescott Hickling Ivens, era irmão do vice-almirante Guilherme Ivens Ferraz e do general Artur Ivens Ferraz.
Após ter concluído os estudos preparatórios na Escola Politécnica, ingressou na Escola do Exército em 1882. Serviu posteriormente em várias unidades da Arma de Artilharia. Promovido a General em 1926, comandou nesse mesmo ano a 8ª Divisão Militar e a 1ª Região Militar. Foi vogal do Conselho Superior de Promoções, vogal do Supremo Tribunal Militar de 1928 a 1931 e director da Arma de Artilharia de 1928 a 1934.